# Estación Wilde
Wilde es una estación ferroviaria de la localidad homónima, partido de Avellaneda, Gran Buenos Aires, Argentina.

## Servicios
Es estación intermedia del servicio eléctrico metropolitano de la Línea General Roca desde la Estación Plaza Constitución a las estaciones La Plata y Bosques.
Posee 2 andenes para las formaciones eléctricas (Desde febrero de 2016).
El 6 de septiembre de 2015 se corrió la última formación a La Plata pasando por esta estación suspendiéndola al día siguiente para la instalación eléctrica que fue finalizada en febrero de 2016.

## Ubicación
Se encuentra ubicada en el cruce de las avenidas Ramón Franco y Las Flores, en cercanías del centro comercial de la ciudad de Wilde.

## Infraestructura
Posee 2 andenes para los trenes eléctricos y un puente peatonal que comunica ambos andenes. Posee también una playa de maniobras de la cual antiguamente partía un desvío a la planta de la ex OSN (actualmente AySA)

## Toponimia
Homenajea al médico argentino José Antonio Wilde (1813-1887)

## Diagrama
| Plataforma Norte | |
| Vía 1            | Trenes a La Plata provenientes de Constitución (próxima Don Bosco) Trenes a Bosques provenientes de Constitución vía Quilmes (próxima Don Bosco)           |
| Vía 2            | Trenes a Constitución provenientes de La Plata (próxima Villa Domínico) Trenes a Constitución provenientes de Bosques vía Quilmes (próxima Villa Domínico) |
| Plataforma Sur   | |